# ㇷ
「ㇷ」は小書き片仮名の「フ」であり、アイヌ語で使用される仮名のひとつである。前の音と組み合わせ1モーラを形成する。通常は日本語では使用されない。
「フ」の発音と異なり、フを発音するかしないか（内破音）程度の息が漏れる場合に使用され、音節最後の「h」または「f」の発音となる。アイヌ語の場合は「閉音節の音節末子音h」となる。
また前の音がう段の音でhの音が続く場合にも用いられる。

## ㇷに関わる諸事項
- アイヌ語に対応する目的で、JIS X 0213で追加された仮名の一つである。
- 同様にアイヌ語で使用されるㇷ゚との関係はない。
- 1923年にバーナム・クース・スティックニーにより作られたキーボード配列のカナタイプにはこの文字が含まれている。